# Brigham (Wisconsin)
Brigham es un pueblo (subdivisión administrativa) del condado de Iowa, Wisconsin, Estados Unidos. Según el censo de 2020, tiene una población de 1.037 habitantes.
La denominación pueblo tiene un significado fundamentalmente diferente en Wisconsin que en el resto del área de habla inglesa. Más bien corresponde a los municipios (townships) habituales en los otros estados de Estados Unidos, que forman la siguiente unidad administrativa más pequeña después del condado. 

## Geografía
Está ubicado en las coordenadas 42°59′3″N 89°54′50″O / 42.98417, -89.91389 (42.984266, -89.914026). Según la Oficina del Censo de los Estados Unidos, Brigham tiene una superficie total de 164.7 km², de la cual 164.6 km² corresponden a tierra firme y 0.1 km² es agua.
La elevación media es de 341 metros sobre el nivel del mar.

## Demografía
Según el censo de 2020, hay 1.037 personas residiendo en la región. La densidad de población es de 6.3 hab./km². El 94.31% son blancos, el 0.29% son afroamericanos, el 0.29% son amerindios, el 0.39% son asiáticos, el 0.10% es isleño del Pacífico, el 0.96% son de otras razas y el 3.66% son de dos o más razas. Del total de la población, el 1.64% son hispanos o latinos de cualquier raza.